# Kenyas revolutionära rörelse
Kenyas revolutionära rörelse (Kundi la Mageuzi la Kenya, KMK) var en underjordisk organisation som verkade för demokratiska reformer i den dåvarande enpartistaten Kenya.
1986 inledde president Daniel arap Moi en häxjakt på KMK och andra oppositionella organisationer som Kenyas Patriotiska Front. Många fängslades och åtalades till exempel för innehav av förbjudna tidskrifter, som Pambana och Mupatanishi, bland dessa var KMK-ledaren Raila Odinga.